# آندراش کرن
آندراش کرن (مجاری: András Kern؛ زادهٔ ۲۸ ژانویهٔ ۱۹۴۸) بازیگر، خواننده و کارگردان فیلم اهل مجارستان است.
از فیلم‌ها یا مجموعه‌های تلویزیونی که وی در آن نقش داشته‌است، می‌توان به تیلز، بلای جان گربه‌ها و یک نقش عجیب اشاره کرد.
وی همچنین برندهٔ جوایزی همچون جایزه کشوت شده‌است.